# Václav Benda

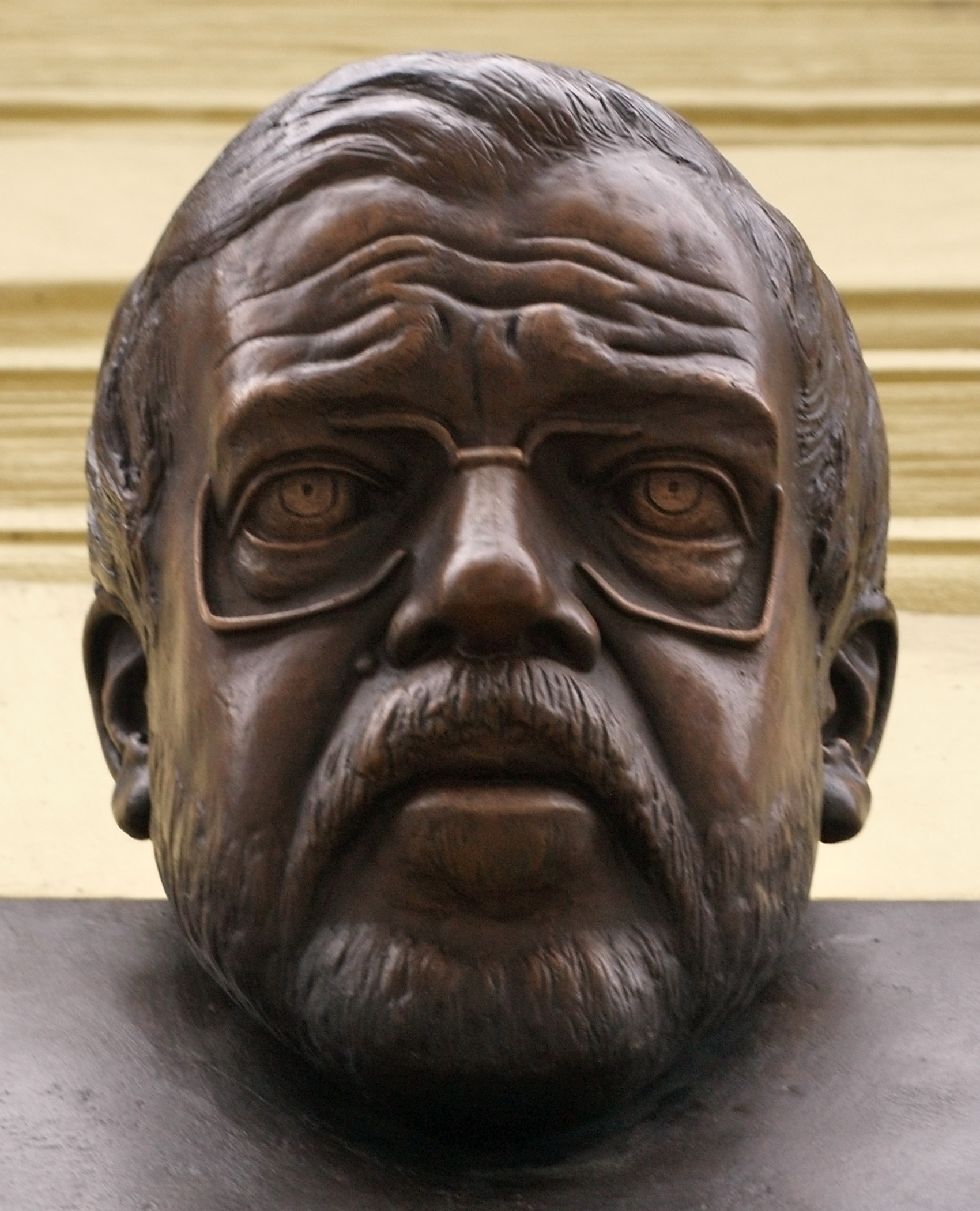
Rzeźba przedstawiająca głowę Václava Bendy

Václav Benda (ur. 8 sierpnia 1946 w Pradze, zm. 2 czerwca 1999 tamże) – czeski programista, działacz opozycji antykomunistycznej, rzecznik Karty 77, więzień polityczny, po 1989 polityk chrześcijańskiej demokracji.

## Życiorys
Ukończył studia filozoficzne i bohemistyczne (1969), w czasie których był działaczem studenckim (m.in. założył Klub Młodzieży Katolickiej), a także cybernetykę na wydziale matematycznym (1975) Uniwersytetu Karola w Pradze. Po studiach pracował jako programista. W 1976 należał do inicjatorów Karty 77. Po jej ogłoszeniu w styczniu 1977 stracił pracę i utrzymywał się z pracy fizycznej jako palacz. W 1978 był jednym z organizatorów Komitetu Obrony Niesprawiedliwie Prześladowanych (VONS). W lutym 1979 został rzecznikiem Karty 77. W maju 1979 aresztowano go, po czym skazano za działalność opozycyjną na karę 4 lat pozbawienia wolności, którą odbył w całości. W 1984 ponownie pełnił funkcję rzecznika Karty 77. Od 1985 wydawał niezależne chrześcijańskie pismo filozoficzne „Paraf” („PARalelní Akta Filozofie”). W 1988 należał do założycieli Ruchu Swobód Obywatelskich. Jesienią 1989 został członkiem władz Forum Obywatelskiego i założył, działającą w jego ramach do 1990, Partię Chrześcijańsko-Demokratyczną (KDS), której przewodniczył do 1993.
W grudniu 1989 został dokooptowany do Zgromadzenia Federalnego (czechosłowackiego parlamentu), w którym zasiadł w styczniu 1990. Wybierany następnie do tego gremium w 1990 i 1992. W 1992 przez kilka miesięcy przewodniczył jednej z izb federalnego parlamentu. W latach 1994–1998 kierował Urzędem Dokumentacji i Ścigania Zbrodni Komunizmu. W 1996 został członkiem Senatu z ramienia Obywatelskiej Partii Demokratycznej, z którą KDS się połączyła. Zmarł po ciężkiej chorobie w trakcie kadencji.
Był ojcem polityka Marka Bendy.

## Odznaczenia
W 1998 wyróżniony Medalem Za Zasługi I stopnia. W 2022 został pośmiertnie odznaczony Krzyżem Komandorskim Orderu Zasługi Rzeczypospolitej Polskiej.